# Konnur
Konnur è una suddivisione dell'India, classificata come town panchayat, di 17.978 abitanti, situata nel distretto di Belgaum, nello stato federato del Karnataka. In base al numero di abitanti la città rientra nella classe IV (da 10.000 a 19.999 persone).

## Geografia fisica
La città è situata a 16° 11' 22 N e 74° 45' 36 E.

## Società

### Evoluzione demografica
Al censimento del 2001 la popolazione di Konnur assommava a 17.978 persone, delle quali 9.166 maschi e 8.812 femmine. I bambini di età inferiore o uguale ai sei anni assommavano a 2.378, dei quali 1.236 maschi e 1.142 femmine. Infine, coloro che erano in grado di saper almeno leggere e scrivere erano 10.706, dei quali 6.400 maschi e 4.306 femmine.